# Djouce
Djouce (en irlandais : Dioghais, littéralement « hauteur fortifiée ») est le dixième plus haut sommet des montagnes de Wicklow, avec 725 mètres d'altitude, en Irlande. Il est situé dans la partie nord-est du massif et abrite sur son versant septentrional les sources des fleuves Liffey et Dargle, ce dernier formant à l'est du sommet la cascade Powerscourt, la plus haute d'Irlande. L'épaulement sud de Djouce constitue White Hill.